# سید حسین مهدوی اردستانی
سیدحسین مهدوی اردستانی سیاست‌مدار ایرانی بود، که در  دوره بیست و سوم  به‌عنوان نماینده اردستان در مجلس شورای ملی حضور داشت.